# Universal Networks International
La Universal Networks International è una divisione della NBCUniversal, che si occupa della gestione dei canali prodotti dalla NBC Universal e distribuiti in tutto il mondo.
È nata nel 2007, con l'originario nome di NBC Universal Global Networks, dall'originaria incarnazione Sparrowhawk Media Group.
Il 5 ottobre 2009 è stato annunciato che la società avrebbe assunto l'attuale nome, e i canali gestiti sarebbero stati riorganizzati, in modo da averne cinque in totale, tutti con la parola "Universal" contenuta nel nome:
- Universal Channel
- 13th Street Universal
- Syfy Universal
- Diva Universal
- Studio Universal

La procedura di rebranding ha interessato nel corso del 2010 molti dei paesi in cui sono trasmessi i canali del gruppo NBC Universal.

## Canali
Questa è la lista completa dei canali trasmessi a cura della NBC Universal Global Networks.
America Latina
- Universal Channel
- Studio Universal
- SyFy

Australia
- 13th Street
- KidsCo
- Sci Fi Channel
- Universal Channel
- TV1

Benelux
- 13th Street
- Syfy Universal
- Hallmark Channel

Francia
- 13eme Rue
- Syfy Universal

Germania
- 13th Street
- History
- Syfy Universal
- The Biography Channel

Giappone
- Universal Channel
- Universal Channel HD

Italia
- Diva Universal
- Hallmark Channel
- Syfy
- Steel
- Studio Universal

Polonia
- Hallmark Channel
- Movies 24 Eastern Europe
- SciFi Universal
- Universal Channel

Regno Unito
- Syfy
- Syfy +1
- Syfy HD
- KidsCo
- Universal Channel
- Universal Channel +1
- Movies 24
- Movies 24 +
- Diva TV
- Diva TV +1

Romania
- Hallmark Channel
- Movies 24 Eastern Europe
- Sci Fi Channel

Russia
- DIVA Universal
- Syfy Universal
- Universal Channel

Spagna
- Calle 13 Universal
- Calle 13 Universal HD
- Syfy Universal
- Syfy Universal HD

Sud-est asiatico
- Diva Universal (Asia)
- Diva Universal (Filippine)
- KidsCo
- Syfy Universal (Asia)
- Universal Channel (Asia)
- Universal Channel (Filippine)

Ungheria
- Hallmark Channel Hungary
- KidsCo
- Movies 24 Eastern Europe